# Тиньково (Липецкая область)
Тиньково — деревня в Становлянском районе Липецкой области.
Входит в состав Кирилловского сельсовета.

## География
Расположена южнее деревни Арсентьево, от которого Тиньково отделяет ручей Грунин Воргол.
Через Арсентьево проходит просёлочная дорога; имеются две улицы: Героя СССР Тинькова Н. С. и Интернациональная. Южнее деревни проходит автомобильная дорога.

## Население
| 2010 |
| ---- |
| 30   |